# VIZE
VIZE（ヴァイズ）は、ヴィタリ・ゼストフスキ（Vitali Zestovskih）とヨハネス・ヴィマラボン（Johannes Vimalavong）で結成されているドイツの楽曲制作グループである。

## 来歴
2018年にデュオグループとして結成し、当初のメンバーは楽曲プロデューサーであるヴィタリと"DIZE"というステージネームで知られる、DJのマリオ・フィービガー（Mario Fiebiger）だったが2019年にマリオが脱退し、同じくDJであるヨハネスが加入した。
グループ名である"VIZE"という名称はヴィタリのフルネームの頭文字を合わせたものである。
2019年にリリースした"Stars"と2020年リリースの"Never Let Me Down"がポーランドでプラチナディスクを受賞。
2019年11月から、Johannes VimalavongがMario Fiebigerに代わってプロジェクトに参加。 
2019年11月22日に"Close Your Eyes"で同じドイツ出身のDJ フェリックス・ジェーンとコラボレーション。スウェーデンの歌手ミス・リーがゲスト歌手として参加し、健康心理学に関するエレクトロポップ作品は、ドイツの単一チャートで21位、VIZEの3度目のチャート入り楽曲となった。
2020年1月31日にはキャピタルブラとのコラボレーションでベイビーを別名ジョーカーブラの下でリリース。曲はすぐにドイツのシングルチャートでナンバーワンに到達した。
2020年12月にリリースされたシングル"Space Melody (Edward Artemyev) (feat. Leony)"ではアラン・ウォーカーとのコラボレーションを果たしている。
2020年のプロジェクトは同時に5つのシングルでドイツのシングルチャート入りを果たす。 2021年、シングルWhite LiesでTokioHotelがリリースされた。
Vizeは電子サブジャンル「スラップ・ハウス」の共同創設者としてベルリンの新人ALOTTと一緒に2021年3月にデュオで新しいサブジャンル「Prockハウス」をリリース。造形ロック要素によって特徴付けられたこのコラボレーションの最初のシングルはEndOf Slaphouseと呼ばれ、数週間後に2度目のシングルAwayに続いた。
また3月には5月に新ジャンル（Prock House）の名を冠した共同デビューアルバムのリリースを発表し、4月にはクリーンバンディットとイアン・ディオールの"Higher"をリミックス。
主な音楽スタイルとしては、ハウスミュージックのサブジャンルであるスラップ・ハウスといわれる、低音が効いたベースにコンプレッサーとリバーブをかけバウンシーかつメロディックな曲調が多くみられる。また、彼らはこのスラップ・ハウスのパイオニアもしくは火付け役として知られている。

## ディスコグラフィ

### シングル
- Stars (2019)
- Glad You Came (2019)
- Thank You [Not So Bad] (2020)
- Never Let Me Down (2020)
- Brother Louie (2020)
- Paradise (2020)
- Dolly Song (Devil's Cup) (2020)
- Space Melody (Edward Artemyev) (feat. Leony) (2020)
- White Lies (2021)
- End of Slaphouse (2021)
- Away (2021)

### リミックス
- Holdin' On (VIZE Remix) (2018)
- Tonight (VIZE Remix) (2019)
- Post Malone (feat. RANI) [VIZE Remix] (2019)
- Stars (VIP Remix) (2019)
- World At Our Feet (VIZE Remix) (2019)
- Mockingbirds (VIZE Remix) (2019)
- Sad (feat. Afrojack) [VIZE Remix] (2019)
- Colours & Lights (VIZE Remix) (2020)
- Put Your Hands Up (VIZE Remix) (2020)
- Tanzen (VIZE Remix) (2020)
- Party Girl (VIZE Remix) (2020)
- Find Me (VIZE Remix) (2020)
- Happy Together (VIZE Remix) (2020)
- Complicated (VIZE Remix) (2020)
- Désolée (VIZE Remix) (2020)
- Mein Zuhause (VIZE Remix) (2020)
- WEISSER RAUCH (VIZE RMX) (2020)
- i miss u (VIZE Remix) (2021)
- Higher (feat. iann dior) [VIZE Remix) (2021)